# (35142) 1992 ST7
1992 ST7 (asteroide 35142) é um asteroide da cintura principal. Possui uma excentricidade de 0.15339280 e uma inclinação de 2.40090º.
Este asteroide foi descoberto no dia 26 de setembro de 1992 por Spacewatch em Kitt Peak.